# كاميرون سيث
كاميرون سيث هو لاعب إسكواش كندي، ولد في 21 أبريل 1994.

## وصلات خارجية
- كاميرون سيث على موقع الاتحاد الدولي لمحترفي الاسكواش (مؤرشف) (الإنجليزية)
- كاميرون سيث على موقع SquashInfo.com (الإنجليزية)